# Jambon-beurre

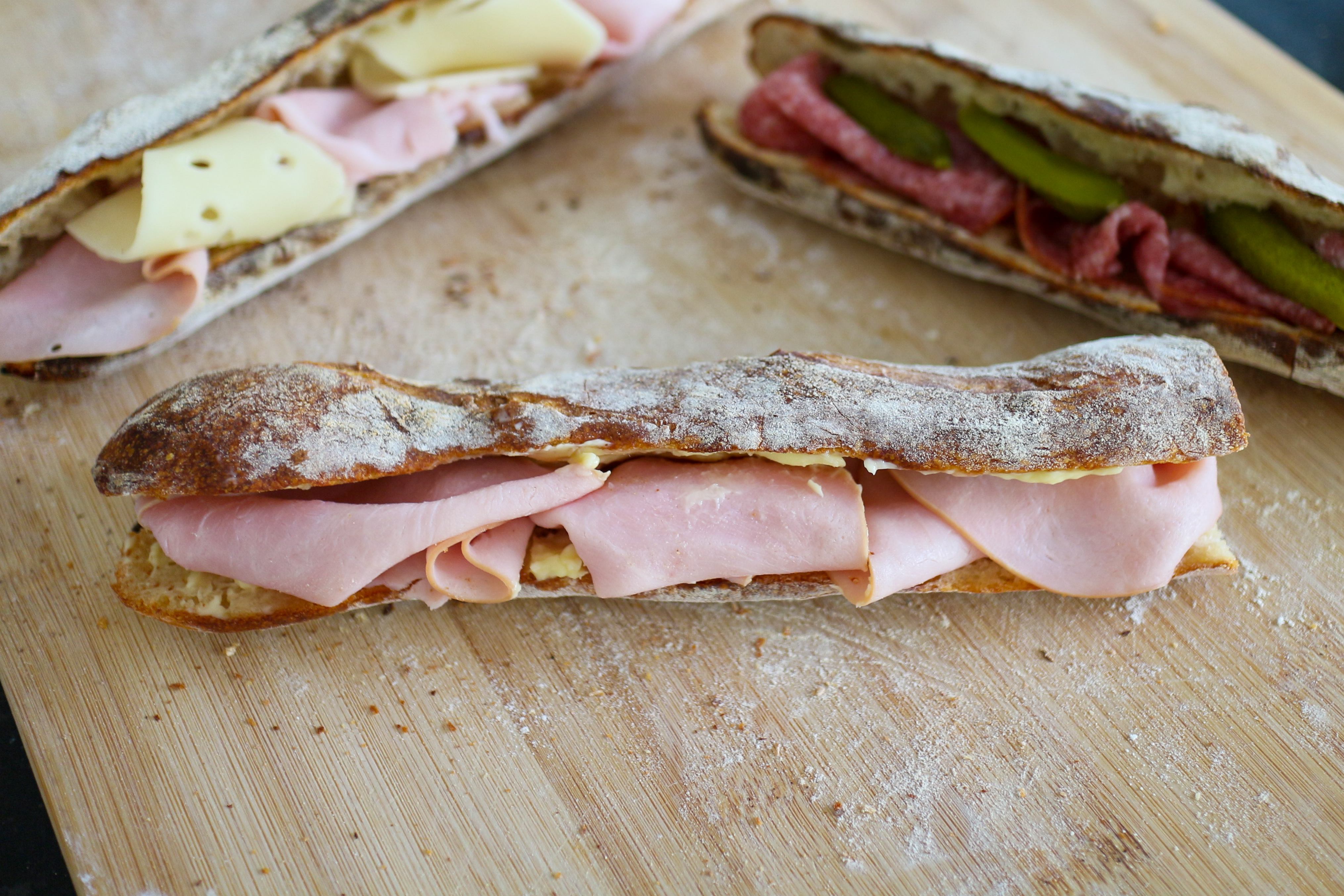
Một lát bánh jambon-beurre

jambon-beurre (phát âm [ʒɑ̃bɔ̃ bœʁ]; Pháp cho '"giăm bông - bơ"') là một món ăn Pháp cực kỳ nổi tiếng, được làm từ bánh mì Pháp cắt lát mở, phết bơ và đầy những lát Giăm bông.
Món ăn này thường được ăn vào bữa trưa, nó là nguyên mẫu của một bữa ăn phổ biến mà người lao động Pháp theo truyền thống đặt hàng trong các quán rượu để ăn trưa hoặc ăn trong các chuyến dã ngoại. Do đó, đây là món ăn được tiêu thụ nhiều nhất ở Pháp, quốc gia duy nhất mà thị phần sandwich không giảm so với thị phần của bánh mì kẹp thịt. Người Pháp mua tới 830 triệu giăm bông và bơ hàng năm, tương đương hơn 2,2 triệu chiếc bánh mỗi ngày, chiếm 72% tổng lượng tiêu thụ bánh mì baguette trên toàn quốc, chiếm 64% tổng lượng tiêu thụ bánh mì ở Pháp.
Mỗi ngày ở Pháp, hơn 3 triệu chiếc bánh  jambon-beurre được bán ra, nhiều hơn hầu hết các loại bánh mì kẹp khác, ngoại trừ hamburger.

## Các phương thức chế biến khác
- Thêm khoai tây chiên vào giăm bông và bơ có thể biến chiếc bánh thành bánh sandwich kiểu Mỹ.
- Việc bổ sung rau diếp tươi có thể biến chiếc bánh thành món bánh mì kẹp kiểu Paris.
- Việc thêm pho mát, rau sống và sốt trứng gà sẽ biến chiếc bánh thành dagobert ở Bỉ.

## Dinh dưỡng
- Lượng calo: 440kcal/100g
- Chất béo: 20g/100 g
- Carbohydrate: 50g /100g
- Protein: 15g/100g